# Berechtigungsschein zum Empfang eines Visums der DDR

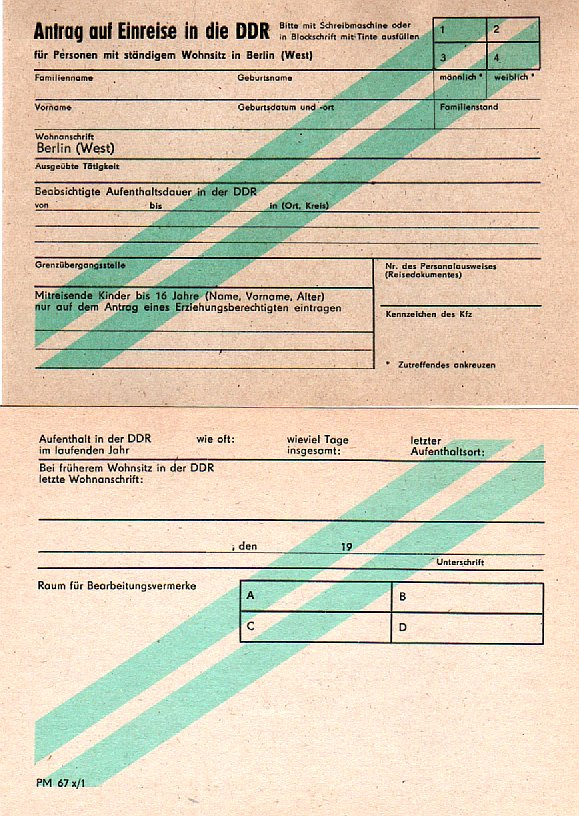
Antragsformular für West-Berliner (Vorder- und Rückseite)

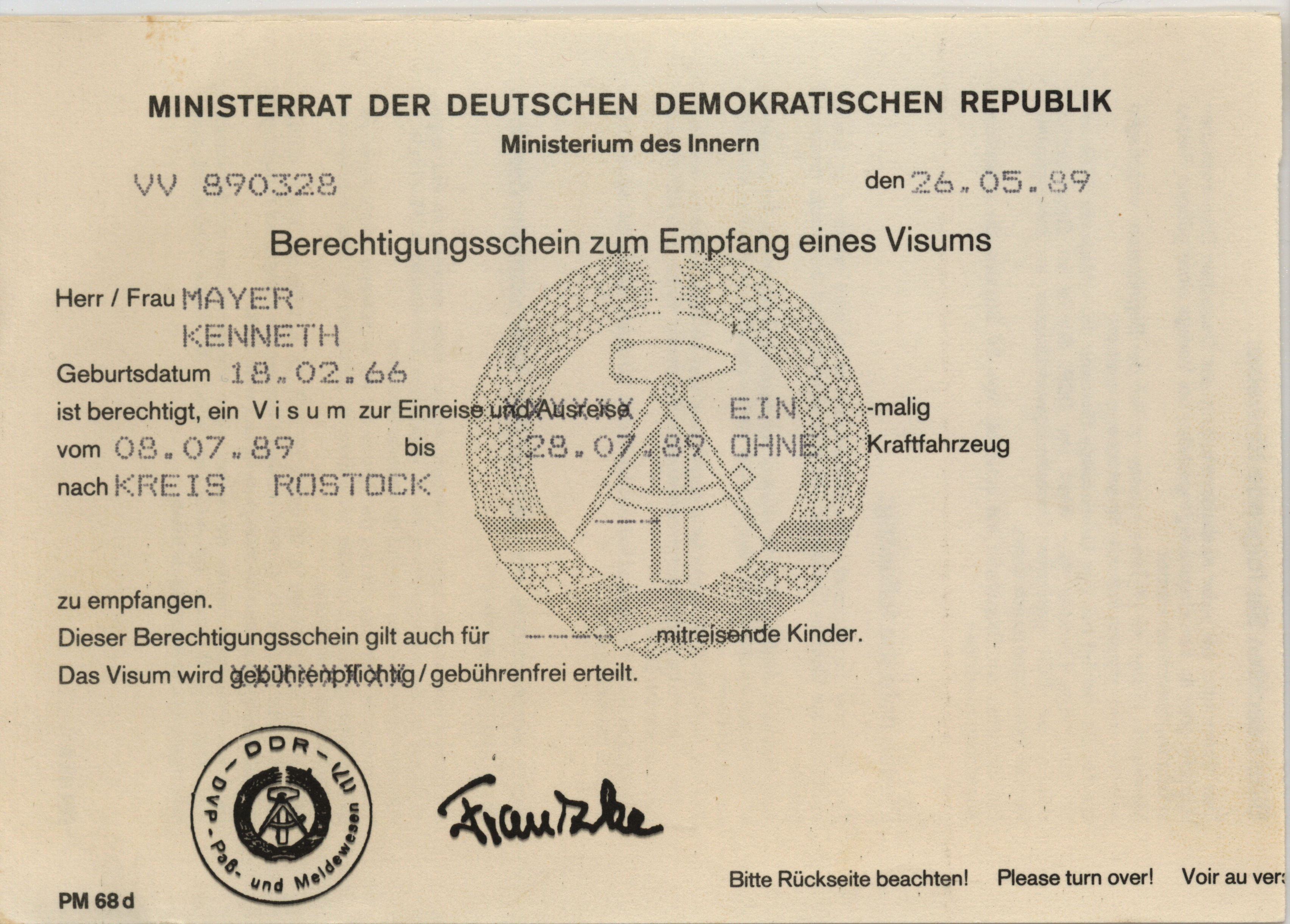
„Berechtigungsschein zum Empfang eines Visums“ der DDR

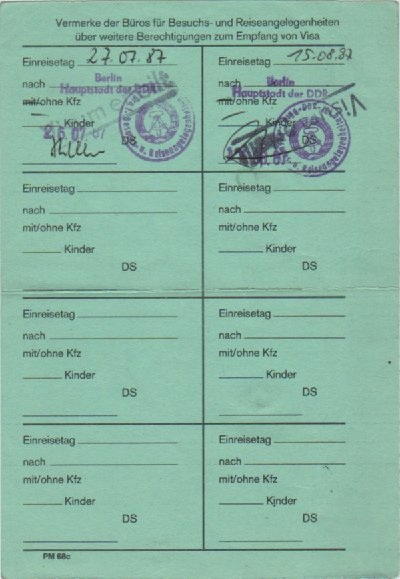
Rückseite eines Mehrfach-Visums

Der Berechtigungsschein zum Empfang eines Visums der DDR war die Voraussetzung für Besuche und Reisen von Personen mit ständigem Wohnsitz in Berlin (West) zur Einreise in die Hauptstadt der DDR (Ost-Berlin) bzw. die DDR selbst (kursiv: Originaltext DDR) und war damit Voraussetzung für die Erteilung eines Passierscheins nach dem Passierscheinabkommen. Für Westdeutsche (Bürger der BRD) und Ausländer war die Einreise mit einem gültigen Reisepass nach direkter Visumerteilung an der Grenzübergangsstelle sofort möglich, allerdings nur für das Stadtgebiet von Ost-Berlin.
Für die Einreise aus Westdeutschland in die DDR – beispielsweise im grenznahen Verkehr an der innerdeutschen Grenze – galten besondere Bestimmungen. Auch hier bestanden Unterschiede zwischen West-Berlinern und Personen der BRD (aus Westdeutschland), da die DDR-Behörden Bundes-Reisepässe von West-Berlinern nicht anerkannten. West-Berliner konnten im gesamten Ostblock nur mit dem „behelfsmäßigen Berliner Personalausweis“ reisen.

## Voraussetzung und Erteilung
Seit 1972 (Zusatzvereinbarung zum Viermächteabkommen) wurden auf Antrag gegen Vorlage des „behelfsmäßigen Berliner Personalausweises“ Berechtigungsscheine  ausgestellt. Dafür wurden  in West-Berlin fünf „Büros für Besuchs- und Reiseangelegenheiten“ (BfBR) eingerichtet.
Die Berechtigungen für West-Berliner wurden für ein einzelnes Tagesvisum oder als Mehrfachberechtigungsschein für bis zu jeweils maximal neun Visa ausgestellt, letztere waren erforderlich für die Erteilung eines Visums im grenznahen Verkehr (sogenannter „kleiner Grenzverkehr“). Die grünen  postkartengroßen Mehrfachberechtigungsscheine mit druckereingedruckten Personendaten für die Erteilung des ersten Visums auf der Vorderseite hatten auf der Rückseite acht kleine Felder zur Beantragung weiterer Visa. Sie hatten eine Gültigkeit von drei Monaten vom Tage der Ausstellung an gerechnet und berechtigten den Besitzer zum Empfang des Visums an den Grenzübergangsstellen. Für die Ein- und Ausreise musste bei Tagesbesuchen derselbe Übergang benutzt werden. Auch mit Mehrfachberechtigungsscheinen war vorher der Besuch eines der Büros notwendig, die Einreisegenehmigung wurde dann sofort nach Eintragung des Reisedatums erteilt. Die Ausreise musste bis 24 Uhr (ab Juli 1982 bis 2 Uhr des Folgetages) erfolgen. Mehrtagesaufenthalte waren nur nach besonderer Visumerteilung, die eine Einladung aus der DDR zur Voraussetzung hatte, möglich. Es war allerdings möglich, direkt nach der Ausreise kurz vor Mitternacht, kurz nach Mitternacht wieder einzureisen, wenn man für den Folgetag ebenfalls einen entsprechenden Eintrag auf dem Berechtigungsschein erlangt hatte. Im Mai 1988 wurde ein 48-Stunden-Visum eingeführt, das nur für das Gebiet von Ost-Berlin galt. Mit diesem Visum musste die Ausreise bis 24 Uhr des Folgetages erfolgen, sodass eine Übernachtung in Ost-Berlin möglich wurde. Seit diesem Zeitpunkt konnten für Ein- und Ausreise unterschiedliche Grenzübergangsstellen benutzt werden. Eine Anmeldung beim Volkspolizei-Kreisamt bzw. der Volkspolizei-Inspektion, die für Ausländer innerhalb von 24 Stunden zu erfolgen hatte, war bei Einreise mit einem 48-Stunden-Visum nicht notwendig. Allerdings musste sich der Besucher bei der HGL (Hausgemeinschaftsleitung) seines Gastgebers in das Hausbuch eintragen lassen.
Erforderlich war neben der Ausweisvorlage die Angabe des Grenzübergangs und des Reisezwecks: Verwandten-, Bekanntenbesuch oder „aus touristischen Gründen“. Die Berechtigung wurde für ein Visum nach Ost-Berlin (Berlin – Hauptstadt der DDR) oder für die gesamte DDR erteilt. Die Einreisemöglichkeit war beschränkt auf 30 Tage im Jahr. Nach zwei bis drei Tagen konnte dann die Berechtigung abgeholt werden bzw. wurde per Post übersandt, in besonderen Fällen war auch die Einreise am gleichen Tag möglich. Die Unterlagen für eine einmalige Einreise bestanden aus einer Einreise- und Ausreisekarte und einem Formular zur Deklaration von mitgeführten Devisen und Gegenständen.
Bei der Erteilung des neunten Visums wurde der Mehrfachberechtigungsschein regelmäßig an der jeweiligen Grenzübergangsstelle eingezogen. Deshalb existieren in Privatbesitz nur solche Mehrfachberechtigungsscheine mit neun Visumanträgen, bei denen der Inhaber den letzten hatte verfallen lassen. Auf der Vorder- bzw. Rückseite fanden sich Faksimile-Stempelunterschriften von „Franzke“ oder „Wesser“, weshalb diese Berechtigungsscheine in Insiderkreisen auch „Wesserscheine“ genannt wurden.

## Die „Büros für Besuchs- und Reiseangelegenheiten“ in West-Berlin
Zuständig für die Prüfung eines Visumantrags und die -erteilung der sogenannten Ein- und Ausreisekarte war die Arbeitsgruppe XVII – Büro für Besuchs- und Reiseangelegenheiten (BfBR) in Berlin (West) des Ministeriums für Staatssicherheit (MfS). Diese unterhielt in West-Berlin fünf Büros für Besuchs- und Reiseangelegenheiten.
Die Büros befanden sich in den folgenden West-Berliner Bezirken:
- Charlottenburg, damalige Anschrift: 1000 Berlin 12, Jebensstraße 1 (am Bahnhof Zoo)
- Steglitz, 1000 Berlin 41, Schloßstraße 1 (im Forum Steglitz)
- Kreuzberg, 1000 Berlin 61, Waterloo-Ufer 5–7
- Wedding, 1000 Berlin 65, Schulstraße 118
- Spandau, 1000 Berlin 20, Reformationsplatz 5